# Sinagoga di via Reichenbach
La sinagoga di via Reichenbach è una sinagoga costruita nel quartiere di Monaco di Baviera Isarvorstadt nel 1931 da Gustav Meyerstein.
Fu costruita in origine per dare un luogo di culto agli emigrati ebrei ortodossi provenienti dall`Europa orientale (circa 2.300 persone nel 1930).
Nella notte del 9 novembre 1938 ("notte dei cristalli") gli interni della sinagoga furono distrutti dai nazisti. I nazisti preferirono tuttavia non dargli fuoco per non mettere in pericolo le case adiacenti. Dopo la caduta del Terzo Reich a Monaco si riformò la comunità israelitica. Nel 1946 circa 2.800 ebrei abitavano a Monaco. Tanti di questi erano "Displaced Persons" (cioè rifugiati dall'Europa orientale). Essendo stata l'unica sinagoga a non essere stata abbattuta a Monaco durante il regime nazista, divenne la sinagoga principale della città nel dopoguerra, e venne reinaugurata il 20 maggio del 1947.
Oggi la sinagoga nella via Reichenbach non viene più usata per funzioni religiose in quanto è stata inaugurata la sinagoga Ohel Jakob nel 2006, che è diventata la sinagoga principale monacense.